# آشاغی علی‌چوماک (امیرداغ)
آشاغی علی‌چوماک (به ترکی استانبولی: Aşağıaliçomak) یک منطقهٔ مسکونی در ترکیه است که در امیرداغ واقع شده‌است.